# 봉화경찰서
봉화경찰서(奉化警察署, Bonghwa Police Station)는 경상북도경찰청이 관할하는 경찰서 중 하나이다. 경상북도 봉화군 봉화읍 내성리 194-1번지에 위치하고 있다.
서장은 총경으로 보한다.

## 기본 정보
- 주소: 경상북도 봉화군 봉화읍 내성리 194-1번지

## 연혁
- 1945년 10월 21일 국립경찰 창설과 함께 봉화경찰서 개서
- 1985년 11월 30일 청사 신축
- 2003년 12월 19일 청사 증축

## 관할 파출소
봉화경찰서는 6개의 파출소를 산하에 두고 있다.
| 명칭       | 사진 | 주소                 | 관할구역               | 치안센터                  |
| ---------- | ---- | -------------------- | ---------------------- | ------------------------- |
| 봉화파출소 |      | 봉화읍 봉화로 1077   | 봉화읍, 상운면         | 상운치안센터              |
| 물야파출소 |      | 물야면 문수로 981    | 물야면                 |                           |
| 명호파출소 |      | 명호면 노루목재길 24 | 명호면, 봉성면, 재산면 | 재산치안센터 봉성치안센터 |
| 춘양파출소 |      | 춘양면 의양로 54     | 춘양면, 법전면         | 서벽치안센터 법전치안센터 |
| 소천파출소 |      | 소천면 소천로 1259   | 소천면                 |                           |
| 석포파출소 |      | 석포면 석포1길 1     | 석포면                 |                           |

## 같이 보기
- 경상북도지방경찰청